# WaldorfSV
Die WaldorfSV – Bundesschüler*innenvertretung der Freien Waldorfschulen (WaldorfSchüler*innenVertretung) ist eine Schülervertretung der Waldorf- und Rudolf-Steiner-Schulen (nachfolgend nur noch Waldorfschulen genannt) in Deutschland auf Bundesebene. Sie wurde am 13. April 2002 an der Freien Waldorfschule Loheland gegründet. Am 16. September 2023 wurde mit der Gründung der schulpolitischen Sektion die Struktur der Waldorf SV in zwei Sektionen aufgeteilt, die philosophische  und die bildungspolitische (ehm. schulpolitische) Sektion.

## Gremien

### Philosophische Sektion
Diese ist für die Organisation der Bundesschüler*innentagung (BST) zuständig und wirkt auch bei der Planung der International Student Conference (ISC) mit.

### Bildungspolitische Sektion
Die bildungspolitische Sektion der WaldorfSV, repräsentiert die Schüler gegenüber dem Bund der Freien Waldorfschulen (BdFWS) und der Öffentlichkeit, tauschen sich aus mit staatlichen Strukturen der Schülervertretung wie u. a. der Bundesschülerkonferenz und anderen Bildungsinstitutionen aus und sind für bildungspolitische Fragestellungen zuständig. Sie baut sich auf, aus jeweils zwei gewählten Delegierten aus den vom Bund der Freien Waldorfschulen definierten 11 Zusammenschlüssen. Zudem ist sie zuständig für den Aufbau und erhalt der Waldorf-Landesschüler*innenvertretungen (W-LSVen). Zudem organisiert sie zweimal jährlich die W-LSV Klausurtagung.
Im Februar 2024 wurde die „Schulpolitische Sektion“ in „Bildungspolitische Sektion“ umbenannt.

## Tagungen

### Bundesschüler*innentagung
Die Bundesschüler*innentagung (BST) ist die Tagung für alle Schüler einer Waldorf- oder Rudolf-Steiner-Schulen. Die Tagung wird von der philosophischen Sektion organisiert. Die Bundesschüler*innentagung findet zweimal jährlich statt.

### W-LSV Klausurtagung
Die W-LSV Klausurtagung ist eine impulsgebende Tagung für in den Waldorf-Landesschüler*innenvertretungen engagierten Schüler. Diese findet zweimal jährlich statt und wird von der bildungspolitischen Sektion organisiert.

## Ziele
Die Ziele der WaldorfSV sind einerseits die Vertretung der Waldorfschüler nach außen hin, aber auch gegenüber den Gremien der Waldorforganisationen, wie des Bundes der Freien Waldorfschulen. Die WaldorfSV setzt sich außerdem dafür ein, dass in den Bundesländern, in denen noch keine Landesschülervertretung der Freien Waldorfschulen oder ein vergleichbares Gremium existiert, ein solcher gebildet wird. Andererseits ist die aktive Mitgestaltung des Lernraums Schule sowie die Frage nach anderen und neuen Formen des Lernens im schulischen und außerschulischen Kontext ein Hauptfeld der Arbeit der WaldorfSV. Die Arbeit der WaldorfSV beinhaltet auch die Arbeit an Projekten.